# Progresso social
Progresso social é definido como o progresso de uma sociedade, o que a faz a sociedade melhor do ponto de vista geral daqueles que tentam induzi-lo. O conceito de progresso social foi introduzido nas primeiras teorias sociais do século XIX, especialmente aquelas dos evolucionistas sociais tais como August Comte e Herbert Spencer. Está presente nas filosofias da história do Iluminismo.
Na época, a noção de progresso social era considerada extremamente radical. Anteriormente, a ordem social era vista como imutável e inalterável, divinamente ordenada. O sistema social, bem como a posição que as pessoas mantinham neste sistema, era eterno, constante e permanente (mas cíclico, como as estações do ano). Nada mudava realmente, e quanto maiores as mudanças, mais as coisas continuavam as mesmas; a ênfase estava em ver os aspectos constantes, eternos da vida humana. Esta interpretação da sociedade era extremamente conservadora, porque mesmo se mudanças sociais ocorressem, isto era meramente um aspecto superficial de uma ordem social subjacente eterna. Das pessoas, era esperado que permanecessem em sua posição na vida, sem a opção ou chance de mudar.